# Otto Lasch
Otto Lasch (25 de junio de 1893 - 29 de abril de 1971) fue un oficial alemán de alto rango durante la Segunda Guerra Mundial, destacado por ser el comandante germano durante el Sitio de Königsberg.

## Biografía
Nació en Pleß, actual Pszczyna, en lo que era Prusia y hoy en día es Polonia. En 1919 contrajo matrimonio con to Lisette Wrobel. Lasch alcanzó el rango de general y en los últimos meses de la guerra, el 28 de enero de 1945, fue designado comandante de la ciudad de Königsberg en Prusia Oriental. Esta plaza era un importante bastión defensivo medieval, y consistía en la capital de las primeras provincias alemanas conquistadas por los soviéticos al cambiar el curso de la guerra en 1944. Para prepararse contra la ofensiva creó un cinturón defensivo de 53 kilómetros alrededor de la ciudad. Desde enero hasta abril de 1945 se libraron fuertes combates, tras el cerco y batalla de la ciudad por el Ejército Rojo.
Aislado del resto de las tropas alemanas, Lasch se rindió en la madrugada del 10 de abril. Al tener Hitler noticias de su rendición, ordenó su inmediata ejecución, que no llegó a llevarse a cabo porque Lasch estaba cautivo en manos soviéticas. Sin embargo, su familia fue arrestada por las autoridades nazis. El General Otto Lasch fue liberado en octubre de 1955 y murió en Bonn en 1971. 

## Mandos
- 43. Infanterie-Regiment (1939-1942)
- 217. Infanterie-Division, (1942-1943)
- 349. Infanterie-Division (1943-1944)
- LXIV. Armee-Korps (1944-1943)
- Comandante de la ciudad de Königsberg (1945)